# Кокія-Кая-Баш (Кокія-Кала)

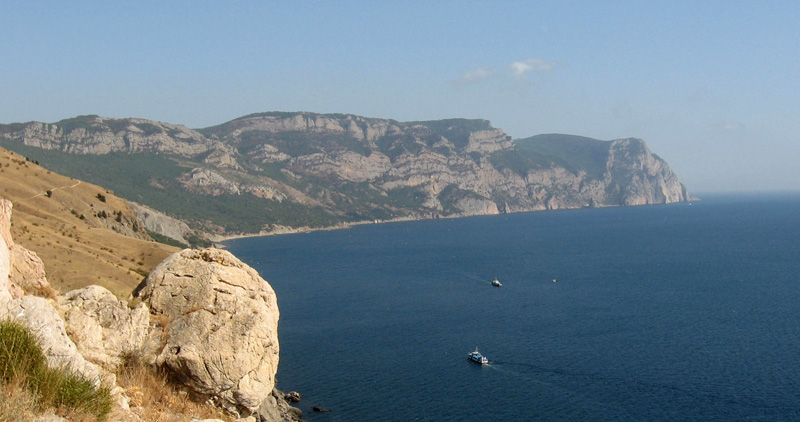
Кокія-Кая-Баш (Кокія-Кала) на мисі Айя.

Гора Кокія-Кая-Баш (Кокія-Кала) (крим. Kökiă Qaya Baş, Kökiă Qala) — «Блакитна скеля» (558,5 м) — найвища вершина на мисі Айя, знаходиться західніше г. Куш-Кая. Це — плосковершинна гора, яка обривається до північного заходу гігантськими скельними ребрами; її прямовисна південно-західна стіна, що падає в море, утворює м. Айя. Розташована за 5 км на південь від села Гончарне. На Кокія-Кая, як вважають дослідники, було середньовічне візантійське селище, монастир і фортеця.